# Wienerwald
Wienerwald er en lavtliggende del af Alperne bevokset med skov i de yderlige dele af Niederösterreich og Wien. Skoven dækker over 1 000 kvadratkilometer og inkluderer den nordligste del af Alperne. Wienskoven er defineret som de områder, der er afgrænset af floderne Triesting, Gölsen, Traisen og Donau. Stedet er meget brugt som friluftssted for borgerne i områderne omkring.
Wienskoven ligger på grænsen mellem Mostviertel og Industrieviertel, to af fire områder i Niederösterreich, og strækker sig langt ind i Wien. 
Et område på 1,050 km² blev i 2005 udpeget til biosfærereservat under UNESCO.